# Cnaphalocrocis medinalis
Cnaphalocrocis medinalis  (лат.) — вид чешуекрылых насекомых из семейства огнёвок-травянок. Распространён в Индии, Шри-Ланке, Китае, Японии, Пакистане, Малайзии, Юго-Восточной Азии, Новой Гвинее, на Мадагаскаре и в Австралии. Гусеницы являются вредителями некоторых культурных растений.

## Описание
Размах крыльев от 13 до 18 мм. Взрослые огнёвки имеют золотисто-коричневый окрас. Гусеницы вырастают до 25 мм, желтовато-зелёного цвета.

## Экология
Гусеницы питаются листьями растений — овса посевного, кокосовой пальмы, ежевики крестьянской, дагуссы, ячменя обыкновенного, банановых пальм, табака обыкновенного, риса посевного, проса обыкновенного, Pennisetum glaucum, сахарного тростника, Saccharum spontaneum, могара, сорго зернового, пшеницы мягкой и кукурузы сахарной. Прежде чем начать питаться, гусеницы продольно скрепляют края листа вместе, тем самым образуя листовую трубку или листовой конверт. Гусеницы остаются внутри свёрнутого «домика» и питаются там зелёными тканями (мезофильным слоем) листа, оставляя ненормальные для листьев белые пятна.

## Развитие
Самки способны отложить до 300 дисковидных яиц на кончике листа за раз. Инкубационный период яиц длится 4–6 дней. Обычно гусеницы проходят 5 стадий развития, но на старых растениях они могут пройти ещё одну-две стадии. Стадия гусеницы длится 3–4 недели. Стадия куколки продолжается 6–10 дней.

## В сельском хозяйстве
Гусеницы являются вредителями некоторых культурных растений, в том числе овса посевного, кокосовой пальмы, ячменя обыкновенного, табака обыкновенного, риса посевного, кукурузы сахарной. Гусеницы поражают плантации спустя месяц после прорастания рассады, и этот процесс может продолжаться, пока культура не созреет. Действие гусениц сильно влияет на развитие побегов, из-за чего гусеницы становятся причиной потери 5–60 % урожая. На рисовых полях в штате Мадхья-Прадеш (Индия) Cnaphalocrocis medinalis в комбинации с другим вредителем, Parapoynx stagnalis, послужили причиной потери 80 % урожая риса.